# Campanario (Espanha)
Campanario é um município da Espanha na comarca de La Serena, província de Badajoz, comunidade autónoma da Estremadura, de área 257,3 km². Em 2021 tinha 4 823 habitantes (densidade: 18,7 hab./km²).

## Demografia
| Variação demográfica do município entre 1991 e 2009 [carece de fontes?] | Variação demográfica do município entre 1991 e 2009 [carece de fontes?] | Variação demográfica do município entre 1991 e 2009 [carece de fontes?] | Variação demográfica do município entre 1991 e 2009 [carece de fontes?] |
| ----------------------------------------------------------------------- | ----------------------------------------------------------------------- | ----------------------------------------------------------------------- | ----------------------------------------------------------------------- |
| 1991                                                                    | 1996                                                                    | 2001                                                                    | 2009                                                                    |
| 6069                                                                    | 5915                                                                    | 5694                                                                    | 5367                                                                    |